# École supérieure de biotechnologie de Strasbourg
 (novembre 2022).
Si vous disposez d'ouvrages ou d'articles de référence ou si vous connaissez des sites web de qualité traitant du thème abordé ici, merci de compléter l'article en donnant les références utiles à sa vérifiabilité et en les liant à la section « Notes et références ».
L’école supérieure de biotechnologie de Strasbourg (ESBS) est l'une des 204 écoles d'ingénieurs françaises accréditées au 1er septembre 2020 à délivrer un diplôme d'ingénieur.
Composante de l’université de Strasbourg, elle est située à Illkirch-Graffenstaden, dans la banlieue de Strasbourg. Ses enseignements portent entre autres sur le génie génétique, la microbiologie, la bioinformatique, la bioproduction, la modélisation. En 1988, dans le cadre de l'université du Rhin supérieur et sous l'impulsion de Werner Arber, prix Nobel de physiologie ou de médecine et de Pierre Chambon, l'école devient une école trinationale. Elle délivre dès lors un diplôme commun aux universités de Bâle, Fribourg et Strasbourg.

## Présentation générale
Créée en 1982 au sein de l’université Louis-Pasteur, l'ESBS est devenue, en accord avec une convention signée en novembre 1988, une filière de formation d'ingénieurs en biotechnologie commune aux universités de Bâle, Fribourg et Strasbourg : l'École Européenne des Universités du Rhin Supérieur. L'école délivre un diplôme d'ingénieur en biotechnologie, sous les sceaux des quatre universités, ainsi qu'un diplôme d'ingénieur Chimie-Biotechnologie "Chembiotech" conjointement avec l'École européenne de chimie, polymères et matériaux (EPCM).
Le projet pédagogique de l'ESBS (habilitée en 1987) est de donner aux élèves-ingénieurs une formation de base qui leur permette d'apprécier les multiples aspects d'un problème biotechnologique et une formation plus spécialisée qui les rende capables de recourir aux solutions modernes apportées par les sciences biologiques. La formation que propose l'école destine les élèves-ingénieurs beaucoup plus à la recherche et au développement qu'à la production.
Bâle a pris la responsabilité de l'enseignement de la microbiologie fondamentale et industrielle, Fribourg-en-Brisgau de la physiologie et de la biologie moléculaire des plantes, et Strasbourg des disciplines fondamentales (biologie, biochimie, biologie moléculaire, génie génétique, et sciences de l'ingénieur).
L’école fait partie de l'Université du Rhin supérieur (Eucor) et du réseau Alsace Tech.

## Formation
L'enseignement est organisé en modules regroupés en différentes classes : sciences de l'ingénieur (24 %), sciences biologiques (51 %), sciences physicochimiques (11 %) et sciences sociales (14 %).
Les élèves sont accueillis à Strasbourg. Des enseignants des universités de Bâle et Fribourg-en-Brisgau viennent régulièrement y dispenser leurs cours. À l'inverse, les étudiants se rendent dans les autres universités afin de suivre des enseignements pratiques, pour des périodes d'un à deux mois. Les cours sont dispensés indifféremment en français, allemand ou anglais. Un apprentissage intensif des langues a lieu en début de formation et se poursuit tout au long des études.

### Spécialités
L'ESBS propose quatre options, chacune destinée à spécialiser les étudiants dans un domaine précis des biotechnologies.
- Bioproduction
- Biotechnologie à haut-débit
- Biologie synthétique

Pour chaque option, des cours supplémentaires donnant accès à un master correspondant à l'option, sont proposés en association avec l'université de Strasbourg.

### Spécificités
La trinationalité de l'ESBS offre une ouverture sur l'Allemagne et la Suisse qui sont des pôles importants de développement des biotechnologies et des bassins d'emplois. L'Allemagne tout d'abord avec des géants comme Bayer et Merck, un tissu dense d'entreprises http://biotechnologie.de/profiles, des instituts de recherche comme le Max Planck et le DKFZ d'Heidelberg et la Suisse avec Novartis et d'autres entreprises de pointe http://www.bionity.com/de/firmen/land/schweiz/.
Les liens avec l'Allemagne et la Suisse sont un atout majeur de l'ESBS et ouvrent des perspectives d'emplois. Les étudiants sont donc encouragés à apprendre l'allemand et cultiver leur germanophilie.

### L'Amicale de l'ESBS
Comme toute école d'ingénieurs, l'ESBS possède son bureau des étudiants, nommé « Amicale ». Les étudiants peuvent ainsi participer à la vie de l'école en organisant l'intégration des nouveaux élèves, ainsi que des évènements sportifs et des soirées destinées à entretenir l'esprit de l'école.
La mascotte de l'amicale est le panda roux. Chaque année un nouveau logo de l'amicale est créé pour le mandat en cours. 
L'amicale de l'ESBS se charge également de faire participer l'ESBS à l'évènement sportif des Interagros. Evènement important réunissant toutes les écoles d'agronomie de France. 
L'amicale de l'ESBS fait partie du Poly, association regroupant les bureaux des étudiants des écoles d'ingénieur de Strasbourg.